# Святі та солдати
Святі та солдати (англ. Saints and Soldiers) — американська військова драма 2003 року. Фільм знятий на основі реальних подій, що відбулися у середині грудня 1944 року. Пізніше ця подія отримала назву «Бійня під Молмеді».

## Сюжет
Події відбуваються під час Другої світової війни неподалік Молмеді (Бельгія). Загін американських військовополонених сміло здійснює втечу під час маршу через ліс. Велика частина безжально розстріляна німецькими солдатами. Втекти вдається тільки чотирьом американським десантникам. Загублені в тилу ворога, маючи лише одну гвинтівку з чотирма набоями, яку здобули під час втечі, вони шукають вихід з становища, в яке потрапили. Згодом вони зустрічаються з британським пілотом збитого розвідувального літака, який володіє важливою інформацією, отриманою під час розвідки. І тепер їм доведеться з боєм прориватися 1000 кілометрів через укріплення противника до лінії фронту, аби вчасно доставити ці відомості до пункту призначення. Але далеко не всім вдається дійти живими.

## У головних ролях
- Корбін Оллред — капрал Натан «Дікон» Грір;
- Александер Полінські — санітар Стівен Ґулд;
- Кірбі Гейборн — льотний сержант Оберон Вінлі;
- Ларрі Бегбі — рядовий Ширлі «Ширл» Кендрік;
- Пітер Голден — старший сержант Гордон «Ґанді» Ґандерсон;
- Етан Вінсент — Рудольф «Руді» Ґерц;
- Мелінда Рене — Катрін Теарі;
- Рубі Чейс О'Ніл — Софі Теарі;
- Бен Ґоурлі — рядовий Мак-Кінлі;
- Джефф Берк — диктор на радіо.